# Mirror to the Sky
Mirror to the Sky —  двадцать третий студийный альбом английской прогрессивной рок-группы Yes, выпущенный 19 мая 2023 года на InsideOut Music и Sony Music. Это их первый студийный альбом с американским барабанщиком Джеем Шеллином в качестве постоянного участника после смерти многолетнего барабанщика Yes Алана Уайта в 2022 году, которому и посвящен альбом.
Yes начали работу над альбомом незадолго до выхода The Quest, их предыдущего альбома, в октябре 2021 года. Как и в предыдущем альбоме, гитарист Стив Хау возобновил свою роль продюсера на Mirror to the Sky, а оркестр FAMES в Северной Македонии предоставил оркестровые аранжировки Пола К. Джойса на некоторые песни.
Альбом будет доступен на CD, LP, Blu-ray и цифровых платформах, причем некоторые издания будут содержать дополнительные иллюстрации, выполненные давним художником обложек Yes Роджером Дином.

## Подробности и запись
В октябре 2021 года состав Yes в составе гитариста Стива Хау, барабанщика Алана Уайта, клавишника Джеффа Даунса, вокалиста Джона Дэвисона и басиста Билли Шервуда, а также приглашенного перкуссиониста Джея Шеллина выпустил альбом The Quest. В том же месяце Даунс сообщил, что группа уже обсуждала идеи для последующего альбома, на что Шервуд подтвердил в мае 2022 года, что работа над ним уже ведется. Позже, в мае 2022 года, Yes объявили, что Уайт откажется от участия в предстоящем в 2022 году мировом турне в честь пятидесятилетия альбома Close to the Edge (1972) из-за болезни. Уайт умер через три дня, и Шеллин, который с 2016 года вел большую часть концертной деятельности группы, взял на себя роль барабанщика. В феврале 2023 года Yes объявили, что Шеллин стал постоянным членом группы.
Когда началась работа над альбомом, у группы было ещё много потенциальных музыкальных идей для развития, отчасти из-за времени, проведенного вдали от записи во время пандемии COVID-19. По словам Хау, в то время группа находилась в сильной «творческой зоне» и подошла к работе над Mirror to the Sky так же, как к The Quest, но хотела, чтобы новый альбом не был простым повторением предыдущего. Yes записали альбом в 2022 году. Как и в предыдущем альбоме, Хау возобновил свою роль продюсера, а оркестр FAMES в Северной Македонии предоставил оркестровые аранжировки Пола К. Джойса для некоторых песен. Группа также продолжала работать со звукорежиссёром и микшеровщиком Кёртисом Шварцем. Они начали с двух идей для песен, которые хотели превратить в более длинные произведения, ставшие 13-минутной «Mirror to the Sky» и 9-минутной «Luminosity». Yes записали альбом в 2022 году, причем Шервуд и Шеллен записали свои партии в Калифорнии. Как и в предыдущем альбоме, Хау возобновил свою роль продюсера, а оркестр FAMES в Северной Македонии сделал оркестровые аранжировки Пола К. Джойса для некоторых песен. Группа также продолжала работать с инженером и микшером Кертисом Шварцем в его студии в Ардингли, Западный Сассекс.

## Обложка
Над оформлением обложки работал давний художник группы Роджер Дин. Его дизайн был вдохновлен историей, которую ему рассказал дизайнер видеоигр Хэнк Роджерс, рассказавший о том, как Роджерс ночью во время похода на веслах вышел на середину озера. Когда рябь на воде улеглась, Дин сказал, что «озеро стало идеальным зеркалом для очень яркого ночного неба», что, по словам Роджерса, было похоже на космическое путешествие. Эта идея захватила воображение Дина, и он захотел воплотить такую концепцию в одном из своих проектов. Он добавил: «Я начал с горизонта низко внизу с большим количеством неба, но потом я понял, что нет, я покажу океан в основной части, а небо — только кусочек, достаточно, чтобы показать, что оно зеркальное. Тогда я решил поместить скальное образование — смотровую площадку для неба» . Ранний вариант логотипа группы для обложки имел цветовую схему и текстуру, основанную на небесном диске Небра, артефакте раннего бронзового века, обнаруженном в Германии в 1999 году, который Хау предложил Дину. Он не был использован, так как цвета не дополняли остальной дизайн.

## Песни
Песня «Cut from the Stars» была в первую очередь вдохновлена первым посещением Дэвисоном заповедника темного неба в национальном парке «Джошуа Три» вместе с братом и отцом, которые поощряли его ценить природу. Дэвисон высоко оценил инструментальные идеи Шервуда для песни, и «мерцающий» звук, который он изобразил Дэвисону, заставил его написать слова, связанные с небом. Дэвисон взял исходные партии Шервуда и перекомпоновал их с помощью программы редактирования звука, чтобы сделать новую аранжировку, после чего группа создала её и воспроизвела свои партии. Хау взял то, что было бриджем песни, и сделал из него инструментальное аутро. Хау сказал, что этот трек является самым разным из всех треков альбома с точки зрения гитарных стилей, в нём используется аналоговый педалборд с автоматическим эффектом двойного вау-вау.
9-минутная «All Connected» была написана Дэвисоном, Хау и Шервудом в соавторстве. Дэвисон приписал идеи Хау, которые были использованы для вступления и концовки, а также для вокала и лирики Шервуда. Пара по-разному подошла к лирическим темам песни; Дэвисон сказал, что Шервуд взял на себя более «технологический и физический» аспект, в то время как он смотрел на песню с метафизической точки зрения.
Группа сделала две версии песни «Luminosity», почувствовав необходимость в новой аранжировке после записи первой. В ней Хау играет на автоарфе. Её первоначальное название было «Luminous», но впоследствии оно было изменено после того, как Хоу, Дэвисон и Шервуд расширили первоначальную аранжировку, которую они разработали, и сделали её, по словам Хоу, «более крупной мелодией».
В песне «Living Out Their Dream» есть вступление, которое, по мнению Хау, напоминает The Rolling Stones, и, по его словам, в песне есть небольшая язвительная лирика. Он сказал, что все, о чём говорится в тексте песни, произошло на самом деле, независимо от того, читал ли он об этом или присутствовал в то время. Одним из конкретных случаев, вдохновивших его на написание текста, было посещение ресторана стейков и морепродуктов, где проходила свадьба.
Песня «Circles of Time» возникла из музыкальной идеи Дэвисона, которую Хау настоял включить в альбом. Группа сделала несколько аранжировок песни, в том числе с церковным органом, но решила вернуть её к более минимальной форме.
Ранним названием песни «Magic Potion» было «It’s a Good Day to Be Had by All», но Хау изменил его, так как оно звучало слишком похоже на «It Will Be a Good Day» из альбома The Ladder (1999).

## Релиз
Информация об альбоме появилась в январе 2023 года, когда Дин представил эскизы обложки нового альбома Yes на своей странице в Facebook. Крупное обновление появилось в мартовском номере журнала Prog за 2023 год, где было опубликовано интервью с Хау, который рассказал об альбоме. 10 марта Yes официально анонсировали Mirror to the Sky в социальных сетях и на своем официальном сайте YesWorld, представив обложку, дату выхода и трек-лист. Они объявили, что альбом будет посвящен Уайту. В тот же день вступительный трек, «Cut from the Stars», был выпущен в качестве цифрового сингла. Второй трек, "All Connected", был выпущен как сингл 26 апреля.

## Отзывы критиков
| Оценки критиков   | Оценки критиков |
| Источник          | Оценка          |
| ----------------- | --------------- |
| Sonic Perspective | 8.8/10          |
| Classic Rock      | [ 19 ]          |
| Riff Magazine     | 8/10            |
| Spill Magazine    | 4.5/5           |

Гэри Графф дал положительную рецензию для Ultimate Classic Rock, назвав альбом «еще лучше», чем The Quest, с более агрессивным и «мускулистым» звучанием группы. Ему показалось, что Даунс «странно отсутствует» в альбоме, и он рассматривает его роль как игрока второго плана, а не как исполнителя ведущих риффов и мелодий. Тем не менее, Графф написал, что альбом «дает нам все основания надеяться, что это начало новой плодотворной эры для группы.» Дэвид Гилл дал альбому оценку 8/10 для журнала Riff. Он написал, что в альбоме Yes возвращается к своей золотой эре, создавая «замечательный кусок ностальгии», но при этом звучащий «свежо и энергично».

## Список композиций
| №                   | Название                 | Автор(ы)                  | Длительность |
| ------------------- | ------------------------ | ------------------------- | ------------ |
| 1.                  | «Cut from the Stars»     | Джон Дэвисон Билли Шервуд | 5:25         |
| 2.                  | «All Connected»          | Дэвисон Стив Хау Шервуд   | 9:02         |
| 3.                  | «Luminosity»             | Дэвисон Хау Шервуд        | 9:04         |
| 4.                  | «Living Out Their Dream» | Хау Джефф Даунс           | 4:45         |
| 5.                  | «Mirror to the Sky»      | Дэвисон Хау               | 13:53        |
| 6.                  | «Circles of Time»        | Дэвисон                   | 4:59         |
| Общая длительность: | Общая длительность:      | Общая длительность:       | 47:08        |

| №                   | Название               | Автор(ы)            | Длительность |
| ------------------- | ---------------------- | ------------------- | ------------ |
| 1.                  | «Unknown Place»        | Хау                 | 8:15         |
| 2.                  | «One Second is Enough» | Хау                 | 4:04         |
| 3.                  | «Magic Potion»         | Хау                 | 4:08         |
| Общая длительность: | Общая длительность:    | Общая длительность: | 16:27 63:35  |

## Участники записи
Yes
- Стив Хау — гитары, бэк-вокал
- Джефф Даунс — клавишные
- Билли Шервуд — бас-гитара, бэк-вокал
- Джон Дэвисон — вокал
- Джей Шеллин[англ.] — ударные, перкуссия

Дополнительные музыканты
- Студийный оркестр FAMES
- Олег Кондратенко — дирижёр
- Пол К. Джойс[англ.] — оркестровые аранжировки

Производство
- Стив Хау — продюсер
- Кёртис Шварц — звукорежиссёр, сведение
- Роджер Дин — обложка, логотип

## Чарты
| Чарт (2023)                                   | Высшая позиция |
| --------------------------------------------- | -------------- |
| Австрия (Ö3 Austria)                          | 53             |
| Бельгия/Фландрия (Ultratop)                   | 93             |
| Бельгия/Валлония (Ultratop)                   | 55             |
| Нидерланды (Album Top 100)                    | 84             |
| Франция (SNEP)                                | 99             |
| Германия (Offizielle Top 100)                 | 12             |
| Венгрия (MAHASZ)                              | 31             |
| Италия (Classifica album)                     | 61             |
| Япония (Oricon)                               | 24             |
| Япония (Billboard Japan)                      | 35             |
| Польша (ZPAV)                                 | 62             |
| Португалия (AFP)                              | 35             |
| Шотландия (Scottish Albums Chart)             | 6              |
| Испания (PROMUSICAE)                          | 99             |
| Швейцария (Schweizer Hitparade)               | 9              |
| Великобритания (UK Albums Chart)              | 30             |
| Великобритания (UK Rock & Metal Albums Chart) | 4              |
| США (Billboard Top Album Sales)               | 22             |
| США (Billboard Top Tastemaker Albums)         | 20             |